# Рыжий, Борис Борисович
Бори́с Бори́сович Ры́жий (8 сентября 1974, Челябинск — 7 мая 2001, Екатеринбург) — русский поэт.
Родился в Челябинске, но большую часть жизни провёл в Екатеринбурге. Начал писать стихи в юности и вскоре стал заметной фигурой в литературных кругах. Его творчество сочетает классическую форму стихосложения с уличной и городской тематикой, передавая атмосферу 1990-х годов в России. Рыжий писал о любви, жизни в спальных районах, ностальгии и личных переживаниях.
Лауреат литературных премий «Антибукер» (1999) и «Северная Пальмира» (2001).

## Биография
Родился 8 сентября 1974 года в Челябинске в семье геофизика, доктора геолого-минералогических наук Бориса Петровича Рыжего (1938—2004), и врача-эпидемиолога Маргариты Михайловны (род. 1936). Сёстры — Елена (род. 1961) и Ольга (род. 1962). В 1980 году семья переехала в Свердловск в отдалённый район Вторчермет.
В 13 лет начал писать стихи, в 14 стал чемпионом Свердловска по боксу среди юношей. В 1990-е годы проходил практику в геологических партиях, работал на драге в Кытлыме, о чём написал стихотворение.
В 1991 году поступил в Свердловский горный институт. В 1997 году окончил отделение геофизики и геоэкологии Уральской горной академии.
В 2000 году окончил аспирантуру Института геофизики Уральского отделения РАН. Проходил практику в геологических партиях на Северном Урале. Опубликовал 18 работ по строению земной коры и сейсмичности Урала и России.
Работал младшим научным сотрудником Института геофизики УрО РАН, литературным сотрудником журнала «Урал». Вёл рубрику «Актуальная поэзия с Борисом Рыжим» в екатеринбургской газете «Книжный клуб».
Всего написал более 1300 стихотворений, из которых издано около 350 и доступно в интернете около 600. Первая публикация стихов в 1992 году в екатеринбургском выпуске «Российской газеты» — «Облака пока не побледнели…», «Елизавет» и «Воплощение в лес». Первая журнальная публикация появилась в 1993 году в «Уральском следопыте» (1993, № 9). Его стихи публиковались в журналах «Звезда», «Урал», «Знамя», «Арион», «Русский альманах», альманахе Urbi, переводились на английский, нидерландский, итальянский, немецкий языки.
Лауреат литературных премий «Антибукер» (номинация «Незнакомка»), «Северная Пальмира» (посмертно). Участвовал в международном фестивале поэтов в Нидерландах. По утверждению Евгения Рейна, «Борис Рыжий был самым талантливым поэтом своего поколения».

### Личная жизнь
На лице Рыжего находился большой шрам. Екатеринбургский журналист Алексей Мельников пишет, что Рыжий получил его в четыре года, упав лицом на стеклянную банку.
Сразу после школьного выпускного женился на школьной подруге Ирине Князевой, в 1993 году у них родился сын Артём. По воспоминаниям жены, Борис Рыжий был примерным семьянином. Он чаще жены стирал пелёнки, мыл полы, готовил близким изысканные блюда (любимое — кролик в белом соусе) и думал о материальном благополучии семьи.
Ряд исследователей и родственников считает, что Рыжий страдал депрессией, биполярным расстройством и алкогольной зависимостью, также был чрезвычайно ранимым человеком. Его жена вспоминает, что Рыжий «впадал в запой» раз в шесть или восемь месяцев и вовсе не пил между этими эпизодами, но друзья Рыжего говорят, что он пил постоянно. При этом Ирина сообщает, что супруг писал стихи всегда трезвым, обычно ночами, потом вносил правки.
Его единственный сын Артём скончался в сентябре 2020 года от остановки сердца также в возрасте 26 лет.

### Смерть
По словам поэта Олега Дозморова, Рыжий пережил попытку самоубийства в конце 1999 года.
7 мая 2001 года Борис Рыжий покончил жизнь самоубийством, повесившись на ручке балконной двери. Отец Рыжего говорил, что нашёл за шкафом в комнате пять разных петель. Поэт выбрал ту, что была сделана из пояса кимоно — в детстве он занимался карате.
Несмотря на темы, мотивы в творчестве и «мифологию» образа поэта, исследователи исключают его наркозависимость. Предсмертная записка звучит так: «Я всех любил. Без дураков». Его жена Ирина Князева вспоминает, что фраза «без дураков» была любимой фразой мужа, означала «честное слово, говорю правду». Также в печатной машинке поэта была сделана запись: «Мое хладеющее тело // побудь ещё со мной // не в этом дело».
10 мая 2001 года похоронен на Нижне-Исетском кладбище (5 секция).

## Творчество писателя в культуре

### Театр
- 2010 — «Рыжий», музыкальный спектакль стажёрской студии Московского театра «Мастерская П. Фоменко». В основе постановки — поэзия Бориса Рыжего и музыка Сергея Никитина.

Наш спектакль — это коллективное обращение творчество, каждый приложил свою руку. Вместе сочиняли, дописывали, создавали новые песни, помимо тех, которые принёс Сергей Никитин. И получилась такая музыкальная солянка. В спектакле использованы не только стихи, но и проза, отрывки из дневников Бориса Рыжего.— Юрий Буторин, режиссёр спектакля, 25 марта 2010
- 2012 — «Рыжий», театральный перформанс на стихи Бориса Рыжего уральского режиссёра Александра Вахова, показанный в Екатеринбурге в рамках 2-й Индустриальной биеннале современного искусства[18]. Затем долгое время шёл как репертуарный спектакль Центра современной драматургии[19].
- 2016 — Спектакль «Земная шваль — бандиты и поэты» по творчеству Бориса Рыжего в московским театре МастерскаЯЮ, режиссёр Ярослав Видонов.
- 2021 — «Рыжий. Конец записи»[20] — спектакль-интервью по мотивам жизни и творчества Бориса Рыжего, Санкт-Петербург, театр «ZERO». Режиссёр — Валерий Семёнов. Включён в резиденты Санкт-Петербургского Городского театра с 2023 года.
- 2024 — «Б. Рыжий» — моноспектакль в Камерном театре Екатеринбурга.
- 2025 — «Рыжий. Я всех любил. Без дураков». Театр на Таганке, режиссёр — Эдгар Закарян[21].

### Кино
В 2008 году голландский режиссёр Алёна ван дер Хорст сняла документальный фильм «Борис Рыжий», получивший приз Silver Wolf на 21 Международном фестивале документального кино в Амстердаме (IDFA) и приз за лучший документальный фильм на Эдинбургском кинофестивале 2009 года (Edinburgh’s International Festival, EIFF). Фильм снимался в Екатеринбурге, в районе Вторчермета, где жил Борис Рыжий; режиссёр встречалась с его семьёй, друзьями, соседями, наблюдала за людьми на улицах, во дворах, магазинах — за теми людьми, о которых писал поэт.
С 2021 по 2024 год режиссёр Семён Серзин работал над полнометражным художественным фильмом «Рыжий». Главную роль в картине сыграл писатель и музыкант Евгений Алёхин. Премьера фильма состоялась на фестивале актуального российского кино «Маяк» в октябре 2023 года. В театральный прокат лента должна была выйти 12 сентября 2024 года, но ей отказали в выдаче прокатного удостоверения.

### Музыка
На стихи Б. Рыжего:
- песня «Так просидишь у вас весь вечер…» барда Владимира Струганова (2003)[25];
- песня «На теплотрассе выросли цветы» композитора-песенника и барда Сергея Труханова[26];
- песня «Судно» белорусской пост-панк группы «Молчат дома»;[27]
- мини-альбом «Рыжий» музыкального коллектива клюф[28];
- альбом из 20 песен «Как хорошо мы плохо жили» (2022) семейного трио Сергея, Татьяны и Александра Никитиных[29];
- песня De Zee рок-группы De Kift (Нидерланды)[30];
- композиция «Каждый день» рок-группы «Курара»[31];
- песня «Помнишь» исполнителя pvo.[32];
- песня «В баре трибунал» исполнителя zavet.[33];
- песня «Облака» Екатерины Яшниковой;
- песня «В России» элли на маковом поле;
- альбом из 8 песен «Музыка», EP из 3 песен «Муза», EP из 3 песен «Вот чёрное», EP из 3 песен «Россия», песня «Вот и кончилось лето» Всеволода Дорохова[34];
- песня «Кусок Элегии»[35] Нексюши на одноимённое стихотворение;
- песня «В России расстаются навсегда» в исполнении Ивана Подгороднева из группы Beatiful Boys;
- песня «Я всех любил» группы ГАФТ, процитирована предсмертная записка;
- песня «Дорога» группы Перемотка, процитировано стихотворение «В России расстаются навсегда…»[36];
- трибьют-альбом «Борис Рыжий. В России расстаются навсегда.»[37] 12 исполнителей: pyrokinesis’a, Славы КПСС и его группы Солома, Максима Плакина, Воскресной школы, Metox’a, Ликурга, Нины Потехиной, Chonyatsky, Exqzme, Movec, и Patrin’а.

## О творчестве
Резкие, взрывные анжамбеманы адекватно передавали характер поэта, его обостренное чувство неприятия враждебного и несправедливого мира — строфа, строка и даже слово разделялись на части, точно сердце человека или огромная страна («музыка — муза ко / мне»). В данном случае анжамбеман вкупе с неожиданной составной рифмой производил эффект повышенной суггестии. Форма начинала выполнять роль содержания…
Метакомуникация Бориса Рыжего со своей генерацией, последующими поколениями была подготовлена опытом его предшественников — сакральным опытом Пушкина и Есенина, Волошина… Молодой поэт точно подхватил эстафетную палочку от именитых собратьев, вписавшись в координаты определённой профетической парадигмы и СТИМы (стиховой системы). Школа русских поэтов-пророков открыла в своих рядах новое имя.
— Евгений Степанов

### Критика
- Алексей Мельников. Борис Рыжий. Введение в географию
- Ольга Славникова. «Призрак Лермонтова»
- Алексей Машевский. «Последний советский поэт»
- Самуил Лурье. «Поэт Рыжий — синие облака»
- Марта Шарлай. «Поэзия Бориса Рыжего: Избирательное сродство»
- Александр Абрамов (Москва). Промышленной зоны красивый и первый поэт. Борис Рыжий (1974—2001) в контексте русской поэзии
- Дмитрий Сухарев. «Влажным взором»
- Ольга Качанова. «Всматриваясь в слова» (недоступная ссылка)
- Андрей Крамаренко. «Это со мной» (недоступная ссылка)
- Ольга Чикина. «Милые люди и Рыжий» (недоступная ссылка)

### Воспоминания
- Олег Дозморов. «Премия „Мрамор“»
- Вспоминая Бориса Рыжего.
- Борис Рыжий. Вспоминают очевидцы.
- Вспоминают очевидцы: Борис Рыжий.
- Борис Рыжий — предания, легенды, сказания.
- «В осенний вечер, проглотив стакан плохого алкоголя…» Стр. 194—207.
- «Вечереет. И к нам на огонь…».
- Борис Рыжий — вспоминают очевидцы. Стр. 89-99.
- Татьяна Арсенова. «The real life of… Борис Рыжий».
- Ирина Клепикова. Два Рыжих? (стр. 7)
- «Думал, всё, труба…»
- Алёна Бондарева. «Однажды вечером поручик, математик, литератор…»
- Ксения Фикс. «Ты уверен, что это необходимо?..»
- «Рыжевед Мельников со своей лекцией…»
- «Прочёл судьбу, но ничего не понял».
- Борис Кутёнков. Не из области музыки?
- Борис Рыжий, четыре предания о поэте.
- Михаил Окунь. «Живите жизнь…» Два письма Бориса Рыжего

### Фотографии
- О. Ермолаева. Фотоальбом «Борис Рыжий»

### Видео
- Передача о Борисе Рыжем (с его участием)
- Клип «Бу бу бу» (песня на стихи Бориса Рыжего)

## Память

### Адреса
Челябинск
- 1974—1980 — ул. Свободы, д. 149

8 сентября 2014 года состоялось открытие памятной доски Борису Рыжему (художник Л. Черкашин).
Екатеринбург
- 1980—1991 — ул. Титова, д. 44
- 1991—1996 — ул. Шейнкмана, д. 108
- 1996—2001 — ул. Куйбышева, д. 10

В сентябре 2020 года на Вторчермете возле дома, где Борис Рыжий жил в детстве, была установлена информационная табличка (по инициативе компании «Атомстройкомплекс»).
23 мая 2021 года состоялось открытие памятной доски Борису Рыжему на здании редакции журнала «Урал», где поэт работал некоторое время.
31 августа 2024 года на линию в Екатеринбурге вышел трамвай, украшенный его стихами и портретами. В сентябре 2024 сквер на улице Титова на Вторчермете назвали именем поэта Бориса Рыжего.

### Мероприятия
С 5 по 8 сентября 2024 года в Екатеринбурге организованы «Дни Бориса Рыжего» — серия мероприятий, посвящённых 50-летию со дня рождения поэта.
Ежегодно, совместно с Южно-уральской книжной ярмаркой, с 27 по 29 сентября проводится #РыжийФест — всероссийский литературный фестиваль, где одно из главных направлений — творчество Рыжего и творчество о Рыжем